# مارینا کوزینا
مارینا کوزینا (انگلیسی: Marina Kuzina؛ زادهٔ ۱۹ ژوئیهٔ ۱۹۸۵ ‏(۳۹ سال)) بازیکن بسکتبال اهل روسیه است.
وی در مسابقات کشوری و بین‌المللی در مجموع برندهٔ ۱ مدال برنز شده‌است.